# Jendekia eduardi
Jendekia eduardi är en skalbaggsart som beskrevs av Holzschuh 1993. Jendekia eduardi ingår i släktet Jendekia och familjen långhorningar. Inga underarter finns listade i Catalogue of Life.